# 夏芽
夏芽（Natsume，1986年7月20日－），日本的女鼓手、聲優、演員。出生於東京都 。隸屬Wonder Space（業務攜帶）前隸屬於Ace Crew Entertainment事務所 。

## 經歷
曾在海外進行音樂活動，活躍於女子樂隊Claddagh ring直到2013年12月 。
此後，作為自由鼓手，曾與嵐、大槻真希、HEESEY（於THE YELLOW MONKEY）、小比類卷香穗留、BARBARS、Cyntia，Raychell、真空ホロウ等藝人、團體進行過音樂演出合作。
自2017年8月SHAZNA20周年紀念活動起，擔任該樂團的鼓手；也從2018年1月開始，加入BanG Dream! 企劃，擔任「THE THIRD（仮）」的鼓手。
2018年7月，「THE THIRD（仮）」正式改名為「RAISE A SUILEN」 。夏芽並從2019年1月開始放映的電視動畫「BanG Dream! 2nd Season」中，初次擔任聲優，飾演RAISE A SUILEN的鼓手MASKING／佐藤增姬。目前仍活躍於聲優界中。
2023年3月28日，宣布已於Ace Crew Entertainment退所，同時SHAZNA退出，改為自由身活動兩個月，同年5月1日加入Wonder Space 業務攜帶兼擔當。

## 簡介
- 使用的設備是[3]Pearl。 Drums[4]、PAISTE Cymbals[5]（代言）。
- 最喜歡的東西是《美少女戰士》[6]、米妮、遊戲。
- 喜歡吃辣[7]和香菜[8]。
- 曾經擔任過模特兒。是身高172公分的鼓手，兼具美麗與力量[1]。
- 擅長大鼓演奏，為人熟知的即是她在舞台上動感十足且華麗的演出[1]。
- 除了爵士鼓，小時候就有學習鋼琴，並會用鋼琴作曲。也學過其他如打擊樂器、吉他（僅略知和弦）和直笛等樂器。
- 2020年夏天時，與Raychell一同擔任萬葉俱樂部的形象代言人[9]。

## 出演作品

### 電視動畫
- BanG Dream! 第二季、第三季（2019-2020，MASKING／佐藤增姬[10][11]）
- BanG Dream! ガルパ☆ピコ ～大盛り～（2020年，MASKING／佐藤增姬[12] ）

### 動畫電影
- BanG Dream! FILM LIVE 2nd Stage（上映時間未定，MASKING／佐藤增姬[13] ）

### 遊戲
- BanG Dream! 少女樂團派對（2020，MASKING／佐藤增姬 [14]）

### 舞台劇
- DIGITAL HOMUNCULUS（2019年8月1日 - 8月4日、澀谷GUILTY）飾演 スノウ[15]
- We are RAISE A SUILEN〜BanG Dream! The Stage〜（2020年7月15日 - 19日、天王洲銀河劇場）飾演MASKING／佐藤增姬[16][17]

### 演唱會、活動
2014年
- SUPER SOUND THEATRE『Valkyrie ~Story from RHINE GOLD~』／舞濱圓形劇場（擔任鼓手）［11月1日-2日］

2016年
- a-nation island & stadium fes. 2016 ／東京體育館（擔任Raychell的支援樂手）［8月27日］

2017年
- 『FINAL FANTASY BRAVE EXVIUS FFBE FAN FESTA 2017 ~1st Year Anniversary~』／台灣公演（擔任鼓手）［9月9日］
- SHAZNA 20th Anniversary ~Premium Debutante Party~『LOVERS LOVER』／新宿BLAZE［12月9日］
- 豪斯登堡Count Down 2017-2018／豪斯登堡鹿特丹特設會場（SHAZNA參與演出）［12月31日］

2018年
- 「THE THIRD（仮） 1st LIVE」／下北澤GARDEN［3月25日］
- 千聖 Produce Event MONSTERS OF ROCK NIGHT SHOW／TSUTAYA O-EAST［4月1日］
- SHAZNA Live 2018 LOVERS LOVER II ~SECOND~／新宿BLAZE［4月29日］
- 「BanG Dream! 5th☆LIVE」／幕張展覽館1~3館［5月12日-13日］
- 「THE THIRD（仮）2nd LIVE」／赤坂BLITZ［7月17日］
- 刈谷アニメcollection2018／刈谷市綜合文化中心‧大音樂廳［2018年10月27日］
- 「BanG Dream!6th☆LIVE」Day1：RAISE A SUILEN「BRAVE NEW WORLD」／兩國國技館［2018年12月7日］

2019年
- TOKYO MX presents「BanG Dream! 7th☆LIVE」DAY2：RAISE A SUILEN「Genesis」／日本武道館［2019年2月22日］
- 「武士道 DJ LIVE vol.2」／新木場STUDIO COAST［2019年4月5日］
- Poppin’Party×SILENT SIREN 「NO GIRL NO CRY」／西武巨蛋 RAISE A SUILEN嘉賓出演［2019年5月19日］
- RAISE A SUILEN「Heaven and Earth」／神戶世界紀念館［2019年7月13日-14日］
- 「D4DJ 1st LIVE」（嘉賓出演）／幕張展覽館 1館［2019年7月20日］
- RAISE A SUILEN「Heaven and Earth」特別追加公演「UNSTOPPABLE」SHORT LIVE／幕張展覽館 1館［2019年7月21日］
- 「ワンダーフェスティバル2019夏」／幕張展覽館 1館［2019年7月28日］
- 「Animelo Summer Live 2019-STORY-」／琦玉超級競技場［2019年8月31日］
- 山小屋・ばさらか present 阿蘇 Rock Festival 2019 in 北九州［2019年9月29日］
- MagRock 2019／清水海濱公園活動廣場［2019年10月5日］
- Raychell×夏芽presents「Music Connect」／COTTON CLUB［2019年10月19日-20日］
- 「ANIMAX MUSIX 2019 KOBE」／神戶世界紀念館［2019年10月26日］
- Roselia×RAISE A SUILEN共同Live「Rausch und/and Craziness」／幕張展覽館4-6館[2019年11月30日-12月1日]

2020年
- RAISE A SUILEN「Craziness」／靜岡縣小笠山綜合運動公園體育館［2020年2月9日］
- 夏スタライブ/各場所にて。[2020年2月16日〜]
- ＜Raychell＆夏芽 Special対談＞RAISE A SUILEN ～2人がたどり着いた頂～［2020年5月1日］
- 日本告示牌 #stayhome Playlist企劃vol.68＜RAISE A SUILEN・夏芽＞［2020年5月12日］
- 「グランフォンドKOMORO×ろんぐらいだぁすとーりーず！エンジョイライド」特別生放送［2020年5月24日］
- 「BanG Dream! 8th☆LIVE」夏の野外3DAYS DAY2：RAISE A SUILEN「THE DEPTHS」／富士急樂園［2020年8月22日］
- Roselia×RAISE A SUILEN共同線上LIVE「Rausch und/and Craziness -interlude-」／付費線上演出［2020年12月12日］ 

2021年
- Roselia×RAISE A SUILEN共同Live「Rausch und/and Craziness Ⅱ」／橫濱體育館［2021年2月22日］ 
- 『ろんぐらいだぁす！境川～江ノ島サイクリング』／YouTube［2021年2月26日〜限定公開］

## 支援演出
- 嵐 Fan Club活動［2005年］
- 大槻真希［2013年1月］
- the MARCY BAND （from Earthshaker）［2013年］
- HEESAY（ex.THE YELLOW MONKEY）Solo Live Tourー［2014年5-6月］
- 「音霊 OTODAMA SEA STUDIO 2015 Happy SummerKAMAKURA」／音霊 OTODAMA SEA STUDIO （Cyntia演出支援）［2015年7月29日］
- PlayStation presents『MINAMI WHEEL2015』（BARBARS演出支援）［2015 10月18日］
- SHOW-YA PRODUCE『NAON的YAON 2016』／日比谷野外音樂堂（Cyntia演出支援）［2016年6月12日］
- 『a-nation island & stadium fes. 2016 powered by dTV』／東京體育場（Raychell演出支援）［2016年 8月27日］
- 『Electronic Digital Kingdom ~DA’s Party 2016~』／TEAM SMILE（Cyntia演出支援）［2016年 9月2日］
- オンコロ Presents 公益演出『Remember Girls Power!!2016』／Zepp DiverCity 東京（Cyntia演出支援）［2016年 9月9日］
- CYNTIA LIVE TOUR 2017『‐Urban Night‐』（Cyntia演出支援）［2017年1月］
- SHOW-YA PRODUCE『NAON的YAON 2017』／日比谷野外音樂堂（Cyntia演出支援）［2017年 4月29日］
- 「武士道10 周年Live」／横濱體育館（Raychell feat. 大塚紗英 演出支援）［2017年4月30日］
- 『WORLD GUITAR GIRLS COLLECTION vol.0 feat.Mary's Blood & CYNTIA』/ CLUB CITTA（Cyntia演出支援）［2017年7月14日］
- 「武士道卡牌遊戲Live 2017 with 戰略發表會」／有明競技場（Raychell feat.大塚紗英 演出支援）［2017年 7月30日］
- 『KORG SUPER SESSION』／讀賣樂園 ［共演］八神純子（Cyntia演出支援）［2017年 11月19日］
- 『LIVE CONFUSED vol.13 カダーレGIRLS ROCK Xmas』／秋田縣遊歷本莊市文化交流館（Cyntia演出支援）［2017年 12月17日］
- 「ガルパライブ&ガルパーティ! in東京」/東京國際展示場（演出支援）［2018年 1月13・14日］
- 小原莉子と紡木吏佐の成長観察記録【やば友：夏芽】／ニコニコ生放送［2020年 7月24日］
- 「BanG Dream! 8th☆LIVE」夏の野外3DAYS DAY3：Poppin'Party、前島亞美（Pastel＊Palettes 丸山彩役） with RAISE A SUILEN、Morfonica「Special Live ～Summerly Tone♪～」／富士急樂園［2020年8月23日］[26]
- 『「＂R＂WORLD」Special Talk Show』／浜離宮朝⽇音樂廳（3公演共通嘉賓）［2020年11月21日］[27]
- 工藤晴香の「くどはるスタジオ」#21 【嘉賓：夏芽】／ニコニコ生放送［2021年2月19日］[28]

## 音樂作品
- 有關RAISE A SUILEN的作品，請參照「BanG Dream! 音樂作品」。
- SHAZNA相關活動請參照「SHAZNA」。

### CD
- RAISE A SUILEN 1st Album「ERA」[29]

### DVD
- 「一緒に叩ける！ドラム・リズム・トレーニング」鼓演奏教學[30]
- 音樂朗讀劇『Valkyrie』舞濱圓形劇場公演 DVD『Valkyrie ~Story from RHINE GOLD~』
- 『CYNTIA「NIGHT AND DAY」』LIVE DVD
- 『CYNTIA LIVE TOUR 2017 - Urban Night - 』LIVE DVD
- 「Heaven and Earth」（收錄於RAISE A SUILEN 1st Album「ERA」藍光生產限定版）[29]

### 雜誌
2017
- 《Rhythm&Drum Megazine》六月號（使用設備與人物介紹）

2020
- 『ROCK AND READ girls 003』（訪談）[31][32]
- Fami通 【RAS登場記念角色訪談第三彈】[33]

## 註解
1. 1 2 3 4 5 6 7  .   [2020-05-25]. （原始内容存档于2020-12-04）.
2. ↑  .   [2020-05-25]. （原始内容存档于2020-11-01）.
3. ↑  . 2020-02-04  [2020-05-26]. （原始内容存档于2020-06-12）.
4. ↑  .   [2020-05-25]. （原始内容存档于2020-08-15）.
5. ↑  .   [2020-05-25]. （原始内容存档于2020-10-28）.
6. ↑  .   [2020-05-26].
7. ↑  .   [2020-05-26].
8. ↑  .   [2020-05-26].
9. ↑  .   [2020-07-20]. （原始内容存档于2020-11-24）.
10. ↑  . 「BanG Dream! 2nd Season」公式サイト.   [2018-12-15]. （原始内容存档于2019-01-26）.
11. ↑  . 「BanG Dream! 3rd Season」公式サイト.   [2020-05-05]. （原始内容存档于2021-02-05）.
12. ↑  . 「BanG Dream! ガルパ☆ピコ 〜大盛り〜」公式サイト.   [2020-06-19]. （原始内容存档于2020-06-21）.
13. ↑  . 劇場版「BanG Dream! FILM LIVE 2nd Stage」公式サイト.   [2020-09-21]. （原始内容存档于2021-10-08）.
14. ↑  . BanG Dream!（バンドリ）ガールズバンドパーティ！.   [2020-06-04]. （原始内容存档于2020-09-30）.
15. ↑  .   [2020-05-25]. （原始内容存档于2020-11-30）.
16. ↑  . ファミ通App. 2020-06-10  [2020-06-10]. （原始内容存档于2020-10-21）.
17. ↑  . Twitter.   [2021-03-03]. （原始内容存档于2020-06-12） （中文）.
18. ↑  . valkyrie.   [2020-05-26]. （原始内容存档于2016-12-07）.
19. ↑  . Instagram.   [2020-05-29] （日语）.
20. ↑  . Billboard JAPAN.   [2020-05-26]. （原始内容存档于2020-11-28）.
21. ↑  . Billboard JAPAN.   [2020-05-26]. （原始内容存档于2020-05-27）.
22. ↑  . YouTube.   [2020-05-26]. （原始内容存档于2021-02-26）.
23. ↑  . BanG Dream!（バンドリ！）公式サイト.   [2020-08-04]. （原始内容存档于2021-01-15） （日语）.
24. ↑  .   [2020-12-09]. （原始内容存档于2021-02-23） （日语）.
25. ↑  .   [2021-02-26]. （原始内容存档于2021-02-21） （日语）.
26. ↑  .   [2020-08-27]. （原始内容存档于2021-01-15） （日语）.
27. ↑  .   [2020-12-27]. （原始内容存档于2020-11-29）.
28. ↑  .   [2021-02-25].
29. 1 2  .   [2020-08-27]. （原始内容存档于2021-01-25） （日语）.
30. ↑  .   [2020-05-25]. （原始内容存档于2020-11-28）.
31. ↑  .   [2020-05-25]. （原始内容存档于2020-11-02）.
32. ↑  .   [2020-05-26].
33. ↑  .   [2020-10-16]. （原始内容存档于2020-11-03）.

## 外部連結
- 夏芽オフィシャルファンクラブ『72Beat』（プレファンサイト）
- 夏芽 エースクルー・エンタテインメント株式会社（事務所による公式プロフィール）
- 夏芽的X（前Twitter）
- 夏芽的Instagram帳戶
- 夏芽的Facebook專頁